# Моганек
Моганек (перс. مقانك‎) — село на севере Ирана, в остане Тегеран. Входит в состав шахрестана Демавенд. Является частью дехестана (сельского округа) Эбершиве бахша Меркези.

## География
Село находится в восточной части остана, к югу от автодороги 79, на расстоянии приблизительно 23 километров (по прямой) к юго-востоку от города Демавенд, административного центра шахрестана. Абсолютная высота — 1775 метров над уровнем моря.

## Население
По данным переписи 2006 года население села составляло 169 человек (82 мужчины и 87 женщин). В Моганеке насчитывалось 49 домохозяйств. Уровень грамотности населения составлял 61 %. Уровень грамотности среди мужчин составлял 65,9 %, среди женщин — 56,3 %.
В 2016 году в селе имелось 37 домохозяйств и проживало 104 человека (49 мужчин и 55 женщин).